# Omar Phakadze
Omari Longinozovitch Phakadze, né le 12 août 1944 à Koutaïssi, en Géorgie alors soviétique et décédé le 21 mai 1993 à Tbilissi, Géorgie, était un coureur cycliste spécialiste de la piste. Dans la discipline « reine », l'épreuve de vitesse, il est devenu le premier Soviétique à remporter le titre de Champion du monde, lors des Championnats du monde de cyclisme sur piste 1965.

## Biographie

### Les débuts (1962-1964)
D'une stature imposante, 1,87 m pour 95 kg, Omari Phakadze semble un « Hercule faisant de la bicyclette », selon un observateur du cyclisme. 
Comme la plupart des pistards soviétiques, c'est sur la route qu'il fait ses débuts, dans la catégorie cadets. Il s'oriente vers la piste en 1962. Résidant à Tbilissi, affilié au club du Dynamo, il dispose alors d'un vélodrome pour ses entraînements. Éliminé au troisième tour des qualifications, lors de l'épreuve de vitesse individuelle des Jeux olympiques de Tokyo, c'est encore en inconnu des compétitions mondiales qu'il aborde les Championnats du monde l'année suivante. Pourtant, le géorgien aligne deux titres de champion d'URSS de vitesse, acquis en 1963 et 1964. Mais sélectionné pour les championnats du monde, il ne franchi, ni en 1963, ni en 1964 le cap des éliminatoires.

### Les années fastes (1965-1972)
En 1965, le scénario fut autre. Les trois coureurs soviétiques engagés dans le championnat de vitesse accèdent aux 1/8 de finale. Seul Phazadze se qualifie pour les 1/4 de finale, avant de triompher de Daniel Morelon en 1/2 finale. Il lui faut une « belle » pour vaincre en finale l'Italien Giordano Turrini. 

Ce succès fut le seul de Omari Phakadze aux Championnats du monde. Cependant, il ajoute plus tard au cours d'une longue carrière au haut niveau (il a participé à trois Jeux olympiques), plusieurs accessits mondiaux et une médaille de bronze en 1972 aux Jeux olympiques de Munich.

### Le sprint soviétique sur piste au début des années 1960
Cette discipline était très populaire en URSS, et la concurrence y était rude, dynamisée par l'existence de plusieurs pistes cyclistes. Ainsi, Omari Phakadze s'était incliné lors de la finale du Championnat d'URSS de vitesse de cette année 1965, devant le Moscovite Viktor Logounov. Ce dernier, du même âge que Phakadze, avait obtenu aux Jeux olympiques de Tokyo une médaille d'argent dans l'épreuve du tandem. Le partenaire de Logounov dans cette discipline était le vétéran Imants Bodnieks, un pistard letton de 23 ans. Bodnieks avait déjà été opérationnel aux Jeux olympiques de Rome dans le tournoi de la vitesse. Bodnieks, Logounov n'étaient pas les seuls rivaux et coéquipiers internationaux de Phakadze. Lors du Mondial cycliste de 1963, les trois Soviétiques engagés en sprint étaient Imants Bodnieks, Boris Romanov (qui avait été 1/4 de finaliste aux Jeux olympiques de Melbourne) et Omari Phakadze. En 1964, les deux coéquipiers de Phakadze avaient pour noms Valery Khitrov et Imants Bodnieks tandis qu'en 1965, c'étaient Viktor Logounov et une nouvelle fois Bodnieks.

## Palmarès

### Palmarès année par année
- 1963

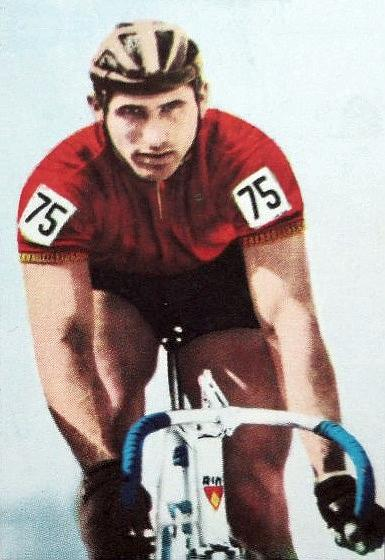
Omar Pchakadze en 1969.

  -  Champion d'URSS de la vitesse individuelle
- 1964
  -  Champion d'URSS de la vitesse individuelle
- 1965
  -  Champion du monde de la vitesse individuelle amateurs
  - 2e du championnat d'URSS de la vitesse individuelle
- 1966
  -  3e du championnat du monde de la vitesse individuelle amateurs
  - 2e du Grand Prix de Copenhague amateurs
- 1967
  - Quart-de-finaliste du championnat du monde de la vitesse individuelle amateurs
  - Grand Prix de Copenhague amateurs
- 1968
  -  Champion d'URSS de la vitesse individuelle
  - 4e de la vitesse individuelle des Jeux olympiques de Mexico
- 1969
  -  Champion d'URSS de la vitesse individuelle
  -  2e du championnat du monde de la vitesse individuelle amateurs
- 1970
  -  Champion d'URSS de la vitesse individuelle
- 1971
  -  Champion d'URSS de la vitesse individuelle
  - Grand Prix de Copenhague amateurs
- 1972
  -  Champion d'URSS de la vitesse individuelle
  -  3e de la vitesse individuelle des Jeux olympiques de Munich
- 1973
  -  Champion d'URSS de la vitesse individuelle

### Autres résultats
Il ne passe pas les éliminatoires lors de championnats du monde de vitesse individuelle amateurs en 1963, 1964, 1971 et 1973.
Il est éliminé en huitième de finale en 1970.
Il ne passe pas les éliminatoires lors des jeux olympiques de Tokyo en 1964.